# Chlamydopteryx eurobium
Chlamydopteryx eurobium är en insektsart som beskrevs av George Willis Kirkaldy 1907. Chlamydopteryx eurobium ingår i släktet Chlamydopteryx och familjen sköldstritar. Inga underarter finns listade i Catalogue of Life.